# 卡索亞鱷屬
卡索亞鱷屬（學名：Calsoyasuchus）屬於中真鱷類稜角鱗鱷科，生存於侏羅紀早期的美國西部。化石是一個不完整頭骨，發現於亞利桑那州的納瓦約族保留區的卡岩塔組（Kayenta Formation），該地層的年代為錫內穆階到普連斯巴奇階。這個頭骨的年代非常早，但具有衍化的特徵。
在2002年，Ronald Tykowski等人將這個頭骨命名為谷頭卡索亞鱷（C. valliceps）。屬名是以Kyril Calsoyas博士為名；種名意為「峽谷頭部」，意指鼻骨與額骨中間的深溝。

## 特徵
卡索亞鱷的正模標本是在1997年發現，由德克薩斯州大學奧斯汀分校、哈佛大學、以及納瓦約族保留區的Seba Dalkai學校組成的工作團隊挖掘出來。這個頭骨化石是在卡岩塔組的Adeii Eechii崖附近挖掘出來，缺乏下頜、部分齶骨、懸垂骨（Suspensorium，上下頜關節附近的一系列骨頭）、枕骨、以及頭殼部份。頭骨間的縫合處大多已癒合。頭骨的長度約38公分，由此可知卡索亞鱷是種中型動物。
卡索亞鱷的頭骨長而低矮，前後彎曲，使頭骨的前後兩端高於中段。前上頜骨加大，形成寬廣的前端；左上頜骨比右上頜骨完整。右前上頜骨的牙齒有至少4顆，左前上頜骨有至少5顆；左上頜骨有至少29顆牙齒。鼻骨與額骨的中間有條深溝。兩塊額骨癒合成一塊，如同其他成年的中真鱷類。卡索亞鱷有外側眶前孔（antorbital fenestra），這與更衍化的新鱷類不同。Ronald Tykowski等人利用電腦斷層掃描，研究這個頭骨的內部空間與通道，發現次生顎由兩層壁隔起，與獨特的空間，類似真鱷類。
Ronald Tykowski等人提出一個親緣分支分類法研究，宣稱卡索亞鱷、稜角鱗鱷、孫氏鱷、與最親近的闊堅齒鱷形成稜角鱗鱷科演化支，但理由可能不夠充分。他們認為卡索亞鱷的頭骨，類似某些發現於莫里遜組的稜角鱗鱷科頭骨；莫里遜組的年代為侏儸紀晚期，較卡岩塔組晚。卡索亞鱷的發現，使稜角鱗鱷科的生存年代從侏儸紀晚期，提早到侏儸紀早期。卡索亞鱷有助於建構鱷形類的演化歷史與斷層。

### 古生態學
在錫內穆階到普連斯巴奇階期間，卡岩塔組是個多樣化的動物群，生存者以下動物：無足目、青蛙、烏龜、至少6種鱷形超目、翼龍目、獸腳亞目、蜥腳形亞目、鳥臀目、以及三瘤齒獸科與摩爾根獸科。

## 外部連結
- Digimorph page （页面存档备份，存于） featuring various views and movies of the CT scans of the skull